# Виталий (Иосифов)
Епископ Виталий (в миру Василий Александрович Иосифов; 1831, Терехово, Нижнедевицкий уезд, Воронежская губерния — 15 (27) сентября 1892, Киев) — епископ Русской православной церкви, епископ Калужский и Боровский.

## Биография
Родился в селе Терехово Нижнедевицкого уезда Воронежской губернии (ныне — Старооскольский район, Белгородская область) в семье священника.
В 1854 году окончил Воронежскую духовную семинарию и определён учителем Белгородского народного училища.
1 октября 1856 года рукоположен в сан священника.
В 1859 году овдовел.
В 1861 году поступил в Киевскую духовную академию.
В 1865 году окончил курс академии; 29 июня того же года пострижен в монашество и 15 ноября назначен учителем Киевской семинарии.
9 июля 1866 года удостоен звания магистра.
13 ноября 1869 года назначен инспектором Киевской духовной семинарии.
11 апреля 1871 года возведён в сан архимандрита. В отчёте о синодальной ревизии Киевской духовной семинарии был отмечен «как человек выдающихся дарований, умный, деятельный, энергичный, с педагогическим тактом и отличными административными способностями».
С 31 декабря 1875 года — ректор Киевской духовной семинарии.
20 февраля 1883 года хиротонисан во епископа Чигиринского, викария Киевской епархии.
С 11 мая 1885 года — епископ Тамбовский и Шацкий. Боролся с распространением в епархии старообрядчества.
С 3 июня 1890 года — епископ Калужский и Боровский.
Скончался 15 сентября 1892 года. Погребен в Киевском Свято-Троицком монастыре. В 1966, иеромонах Киево-Печерской лавры Игорь (Воронков) и иеродьякон Мартирий (Кармаз) опасаясь осквернения захоронений, перенесли останки со склепа, находящегося внутри храма — на Зверенецкое кладбище. В 1993, в ночь с 4-го на 5 октября, торжественным крестным ходом, останки были, вместе с мощами прп. Ионы (Мирошниченко) Киевского, перенесены на место своего первоначального упокоения.